# Cotinus coggygria
Cotinus coggygria là một loài thực vật có hoa trong họ Đào lộn hột. Loài này được Scop. mô tả khoa học đầu tiên năm 1771.

## Hình ảnh

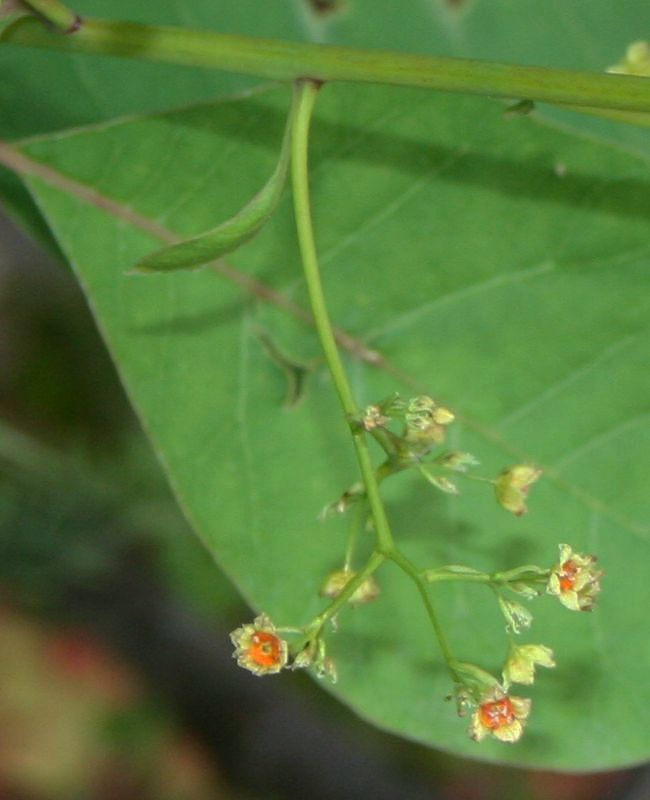
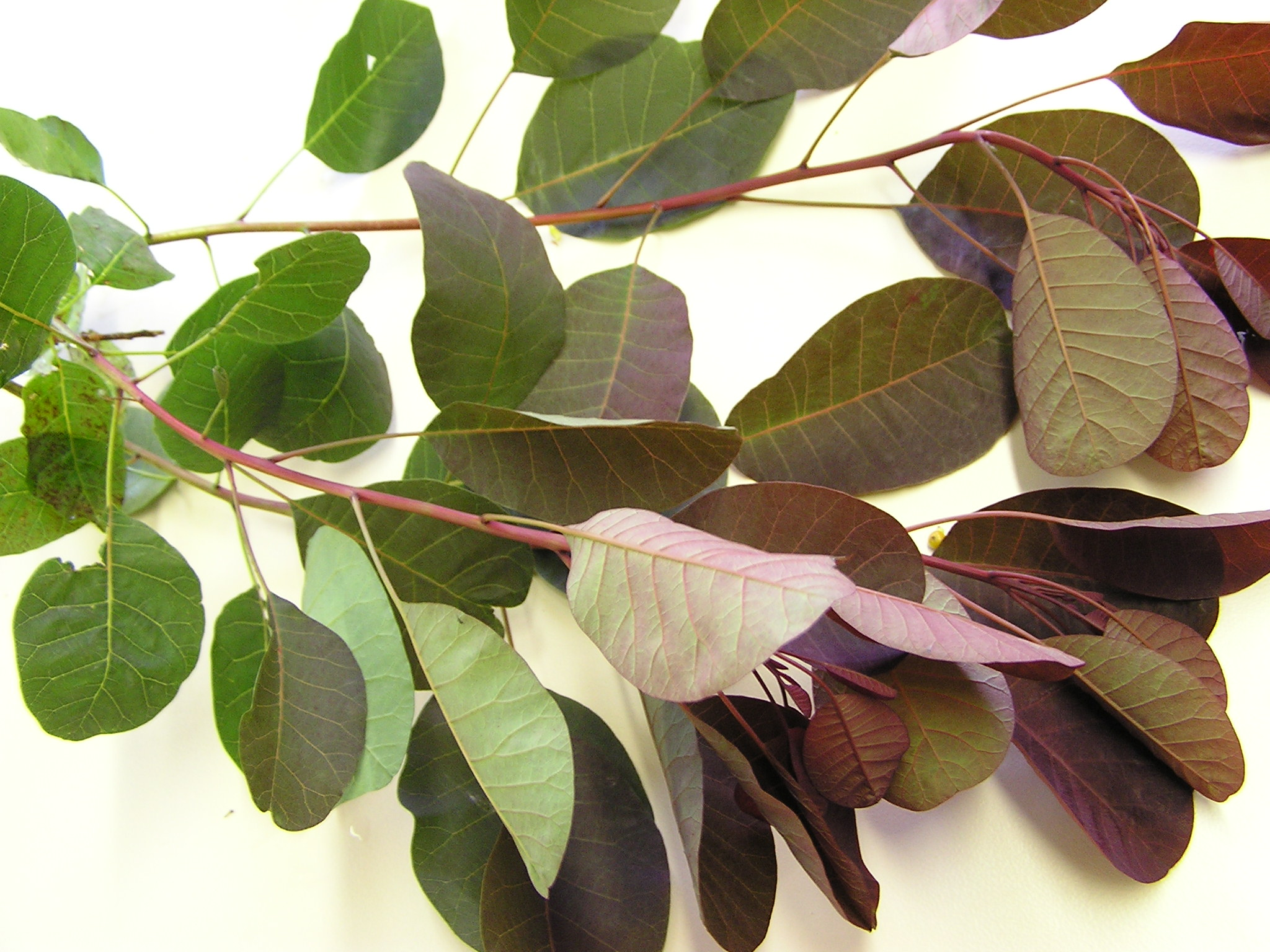
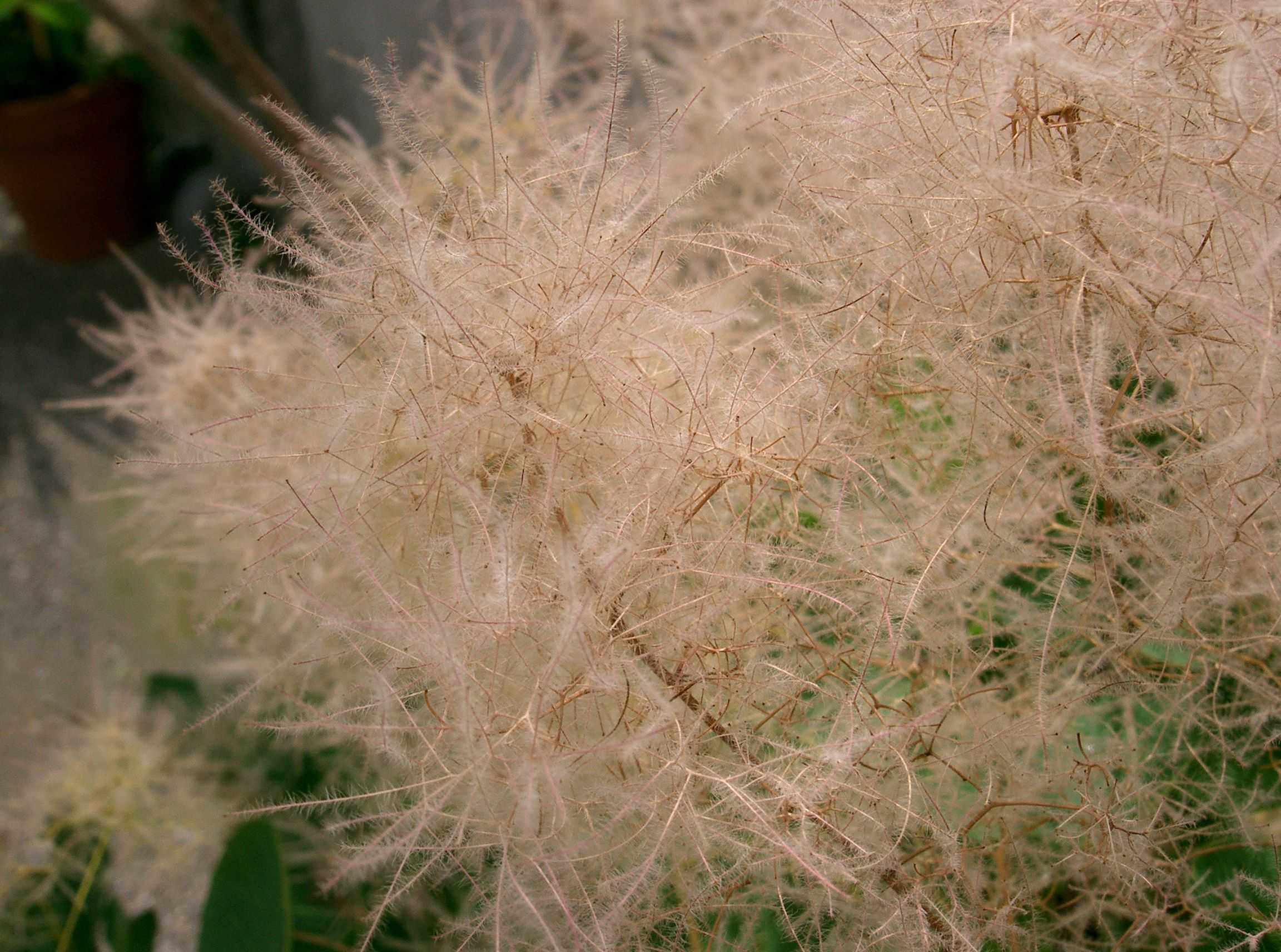
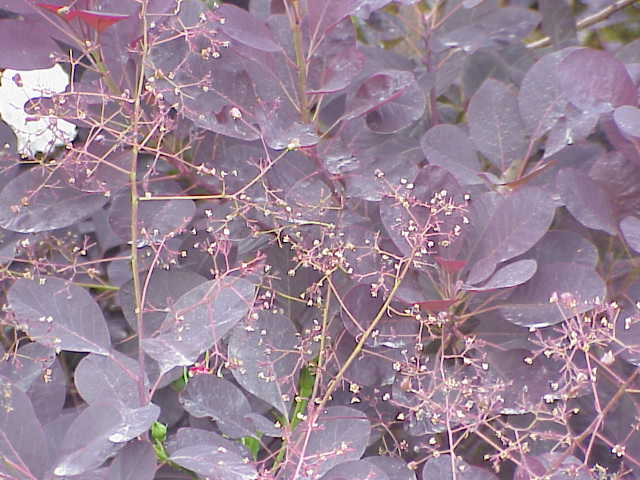
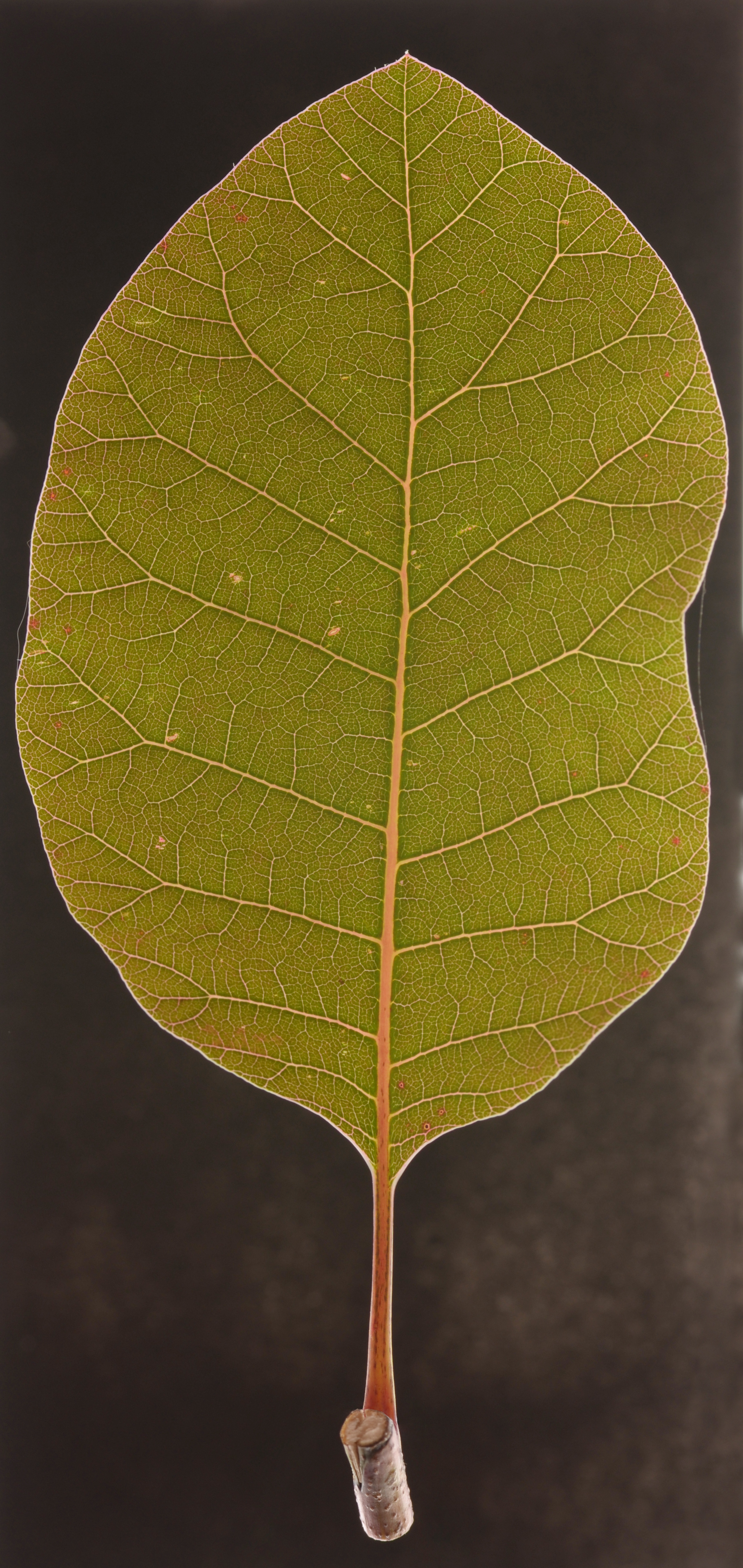
Lá
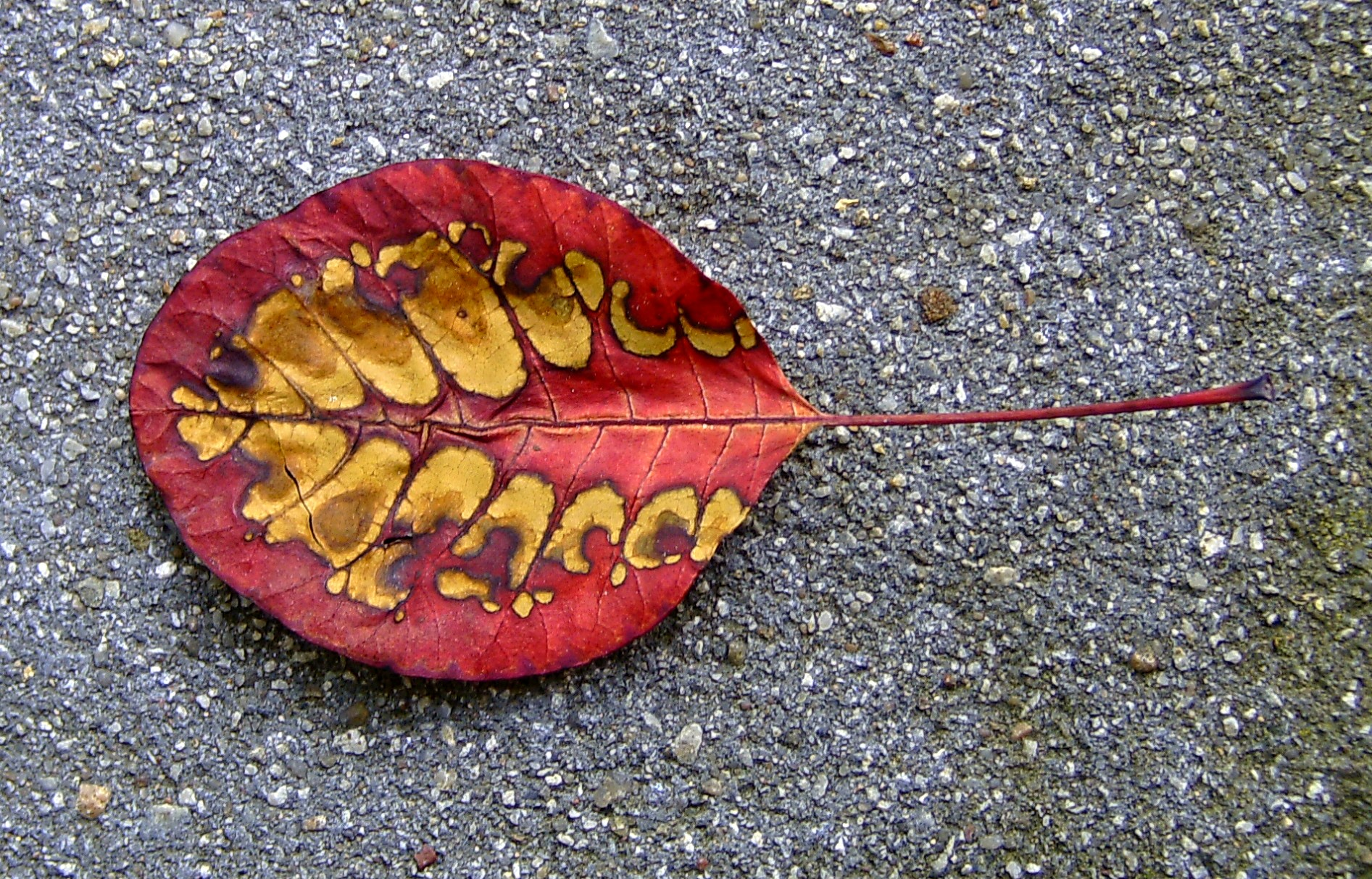
Lá vào mùa thu